# Étienne de La Tour

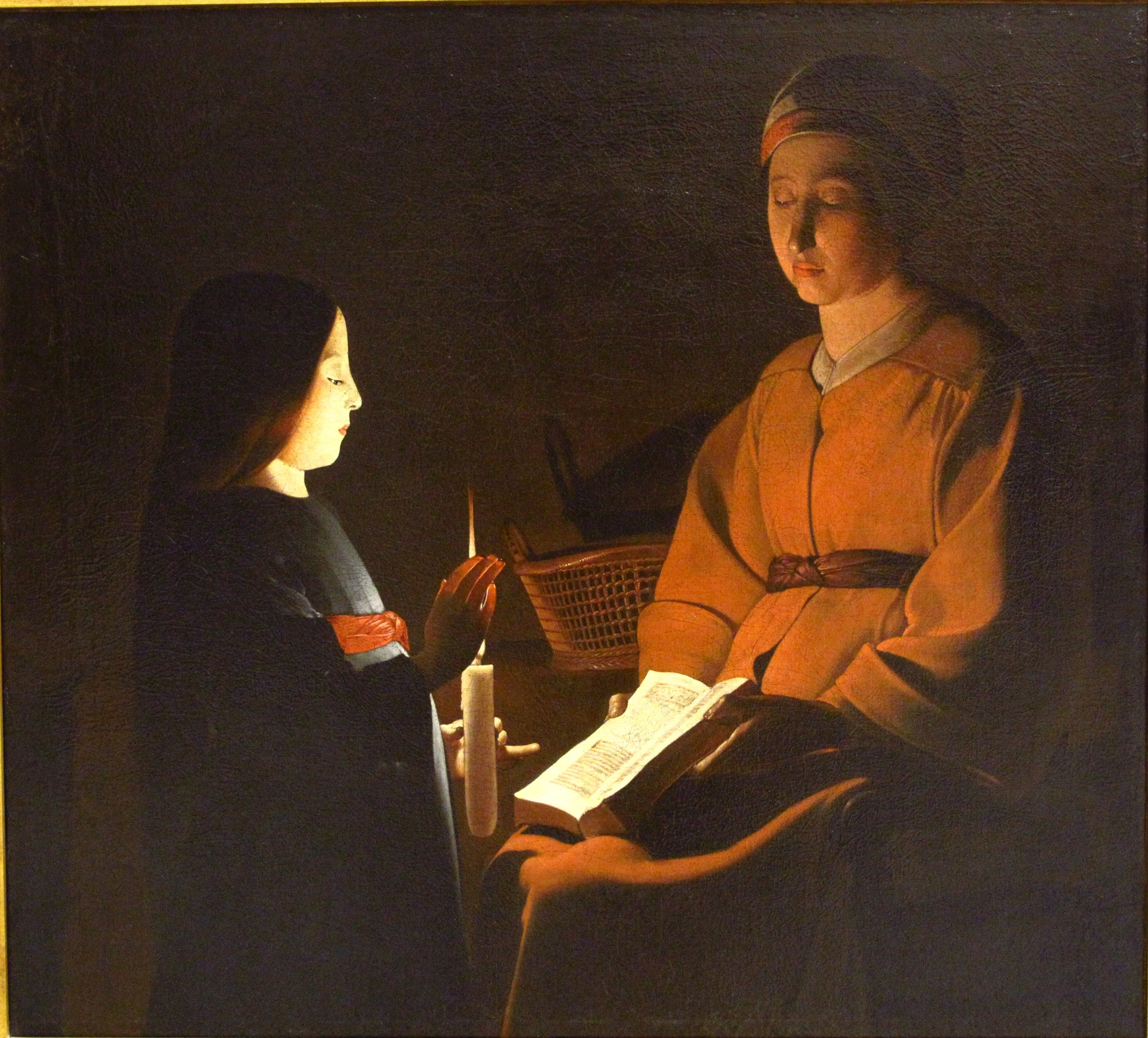
Educazione della Vergine, 1650, olio su tela, cm 83,8x100,3 - Frick Collection, New York

Étienne de La Tour (Lunéville, 1621 – 1692) è stato un pittore francese, esponente del barocco caravaggesco.

## Biografia
Molto scarse sono le notizie biografiche. Figlio e collaboratore di Georges de La Tour, nel 1647 sposò Anne Catherine Friot de Vic e nel 1670 fu iscritto nei ranghi della nobiltà.

## Opere
Étienne operò nella bottega di Georges de La Tour essenzialmente come «replicatore» per il mercato di opere di successo del padre, ma l'esatta entità degli interventi del figlio è ancora oggi troppo poco conosciuta per dissipare dubbi attributivi e cronologici di varie tele riferibili all'ambito di La Tour.
L'unica sua opera certa è Educazione della Vergine, probabilmente ispirata nell'impianto a un'analoga tela del padre di cui ci è pervenuto solo un frammento, conservato al Detroit Institute of Arts. 

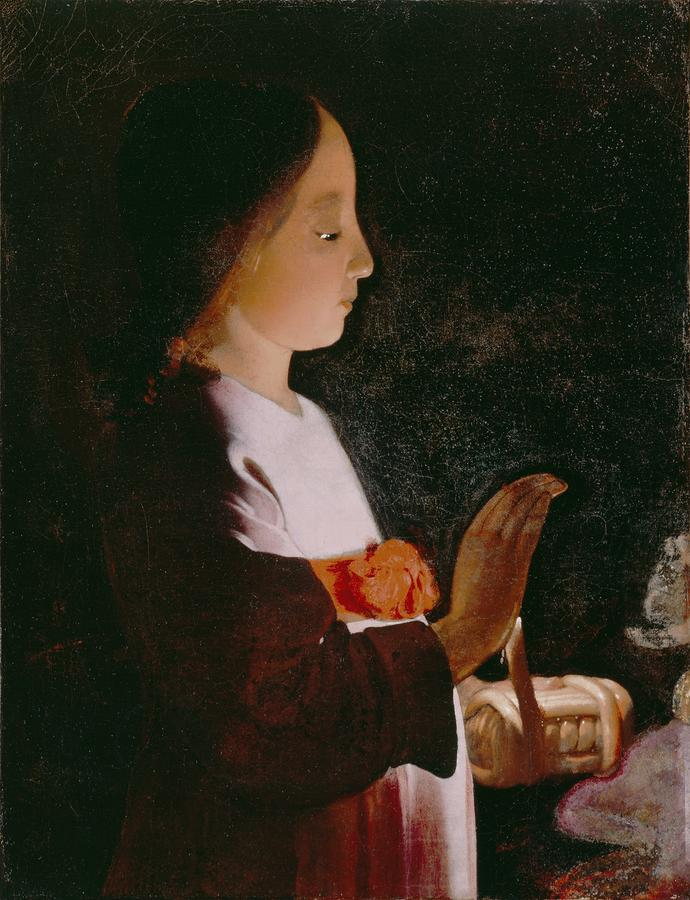
Georges de la Tour - La piccola Maria (1640), frammento di una Educazione della Vergine